# Kate Forbes

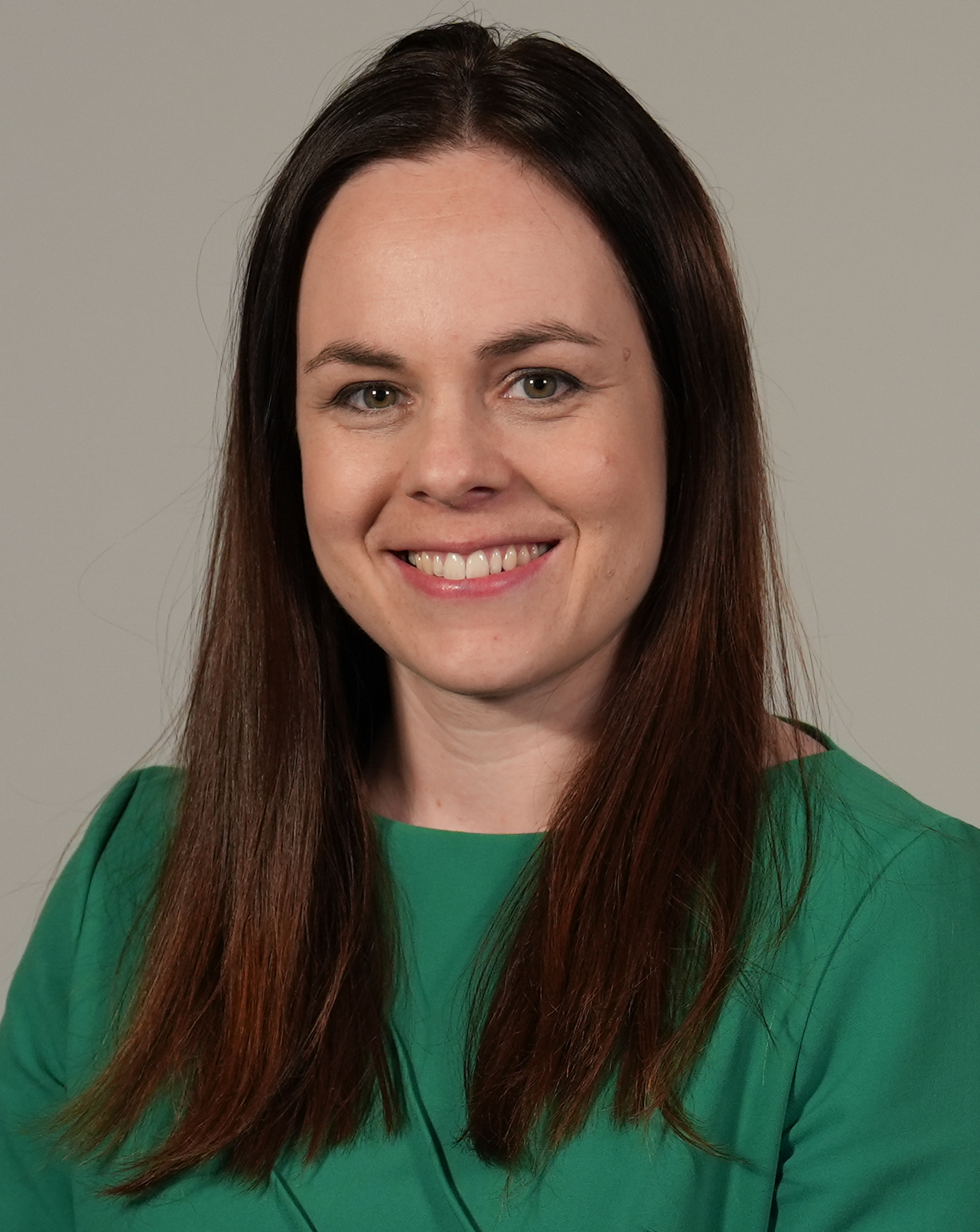
Kate Forbes, 2024

Kate Elizabeth Forbes (Dingwall, 6 april 1990) is een Schots politicus voor de Scottish National Party (SNP). Ze is sinds 2016 lid van het Schotse parlement voor het kiesdistrict Skye, Lochaber en Badenoch. In de regering-Sturgeon was ze van 2020 tot 2023 minister van Financiën en Economie. Ze is sinds mei 2024 vice-eerste minister van Schotland en minister van Economische zaken in de regering van John Swinney. 

## Jeugd en opleiding
Forbes bracht haar jeugd afwisselend door in Schotland en in India waar haar ouders zendelingen waren voor de evangelische Free Church of Scotland. Ze ging in Schotland enkele jaren naar een Schotse Gaelic school, waar ze de taal vloeiend leerde spreken. Ze behaalde een BA in geschiedenis in Cambridge, en een MSc in diaspora- en migratiegeschiedenis aan de Universiteit van Edinburgh. In 2016 rondde zij een opleiding tot accountant af.  

## Politieke loopbaan
Forbes werd in 2011 lid van de Scottish National Party (SNP), nadat zij eerder actief was geweest in de jongerenafdeling van de partij. Na haar studie werkte ze korte tijd in het Schotse parlement als onderzoeker. 
Forbes werd tijdens de verkiezingen voor het Schotse parlement in 2016 verkozen in het kiesdistrict Skye, Lochaber en Badenoch. Ze maakte snel carrière binnen de SNP. Nicola Sturgeon benoemde haar in 2018 tot staatssecretaris van Openbare Financiën, Planning en Algemeen Welzijn, en plaatsvervanger van de minister van Financiën, Derek Mackay. Na het aftreden van Mackay in 2020 werd Forbes minister van Financiën. Haar ambtstermijn werd gedomineerd door de COVID-19 pandemie en de crisis rond de kosten van levensonderhoud in het Verenigd Koninkrijk.
Toen Sturgeon begin 2023 bekend maakte dat ze zou aftreden als leider van de SNP en eerste minister, stelde Forbes zich kandidaat voor het leiderschap. In haar manifest voor de leiderschapsverkiezing stelde ze het bestrijden van armoede en het bevorderen van economische groei centraal. Ze verloor in de laatste stemronde van Humza Yousaf met 47,9% van de stemmen tegen 52,1%. Ze verliet de regering, maar bleef als backbencher lid van het Schotse parlement.
Na het onverwacht snelle aftreden van Yousaf in april 2024 werd Forbes genoemd als een mogelijke opvolger. Zij besloot zich niet kandidaat te stellen en steunde de kandidatuur van John Swinney, die haar een belangrijke rol in zijn regering toezegde. In het kabinet Swinney is Forbes sinds mei 2024 vice-eerste minister en minister van Economische Zaken. Zij is ook verantwoordelijk voor Gaelic.

## Overtuigingen
Forbes wordt omschreven als sociaal en economisch conservatief, terwijl het beleid van de SNP over het algemeen sociaal liberaal is. Zij is lid van de Free Church of Scotland, een evangelische calvinistische geloofsgemeenschap met sociaal conservatieve standpunten. Forbes heeft verklaard dat ze beslissingen neemt "volgens [haar] geloof, niet volgens het dictaat van welke kerk dan ook". Ze heeft christelijk-conservatieve standpunten, waaronder het afwijzen van het homohuwelijk en, in de meeste gevallen, abortus.

## Externe bronnen
- Profiel Kate Forbes op website Scottish Parliament
- Persoonlijke website van Kate Forbes